# Памятник токарю
Памятник токарю установлен в Пензе в сквере на улице Германа Титова в Октябрьском районе города.

## История
Идея установки памятника токарю принадлежит заместителю председателя Пензенского регионального отделения «Союза машиностроителей России», генеральному директору компании «СтанкоМашСтрой» Олегу Александровичу Кочеткову. Эта идея была поддержана администрацией города Пензы. Установка памятника была приурочена к Дню машиностроителя. Памятник стал подарком городу от компании «СтанкоМашСтрой».
Памятник установлен в сквере на ул. Германа Титова, в Октябрьском районе, где сосредоточены градообразующие предприятия Пензы. Композиция выполнена из бронзы в человеческий рост. Автор памятника — Александр Хачатурян. Скульптура была отлита в городе Пензе. По утверждению экс-сенатора Виктора Кондрашина, моделью послужил его отец.
Композиция изображает токаря у токарного станка. Токарь запечатлен в рабочей одежде. Он оценивает результат своей работы. В левой руке токарь держит выполненную деталь, в правой — измерительный инструмент микрометр.
Памятник был открыт 22 сентября 2016 г. в 12.00. В церемонии открытия приняли участие губернатор Пензенской области Иван Белозерцев, президент ассоциации «Станкоинструмент» Георгий Самодуров, председатель Законодательного собрания Пензенской области Валерий Лидин, глава города Пенза, председатель Пензенской городской Думы Валерий Савельев, глава администрации города Пензы Виктор Кувайцев.
Установка памятника токарю является данью уважения представителям этой профессий и служит популяризации рабочих специальностей.